# Campionati europei di atletica leggera indoor 2015 - Salto in lungo maschile
La specialità del salto in lungo maschile ai campionati europei di atletica leggera indoor di Praga 2015 si è svolta alla O2 Arena di Praga, nella Repubblica Ceca, il  5 e 6 marzo 2015.

## Podio
| Pos.    | Atleta            | Nazionalità | Misura |
| ------- | ----------------- | ----------- | ------ |
| Oro     | Michel Tornéus    | Svezia      | 8,30 m |
| Argento | Radek Juška       | Rep. Ceca   | 8,10 m |
| Bronzo  | Andreas Otterling | Svezia      | 8,06 m |

## Record
Prima di questa competizione, il record del mondo (RM), il record europeo (EU) ed il record dei campionati (RC) sono i seguenti:
| Record                | Prestazione | Atleta                   | Data                                  | Competizione        |
| --------------------- | ----------- | ------------------------ | ------------------------------------- | ------------------- |
| Record mondiale       | 8,79 m      | Carl Lewis Stati Uniti   | 27 gennaio 1984 New York, Stati Uniti |                     |
| Record europeo        | 8,71 m      | Sebastian Bayer Germania | 8 marzo 2009 Torino, Italia           |                     |
| Record dei campionati | 8,71 m      | Sebastian Bayer Germania | 8 marzo 2009 Torino, Italia           | Europei indoor 2009 |

## Programma
| Data         | Ora   | Turno          |
| ------------ | ----- | -------------- |
| 5 marzo 2015 | 17:00 | Qualificazioni |
| 7 marzo 2015 | 17:25 | Finale         |

## Risultati

### Qualificazioni
La qualificazione si è tenuta giovedì 5 marzo a partire dalle 17:00. Accedono alla finale gli atleti che ottengono la misura di 8,00 metri (Q) o le prime 8 migliori misure (q).
| Pos. | Atleta                  | Nazionalità | 1ª prova | 2ª prova | 3ª prova | Risultato | Note |
| ---- | ----------------------- | ----------- | -------- | -------- | -------- | --------- | ---- |
| 1    | Michel Tornéus          | Svezia      | 7,97 m   | -        | -        | 7,97 m    | q    |
| 2    | Andreas Otterling       | Svezia      | x        | 7,62 m   | 7,96 m   | 7,96 m    | q    |
| 3    | Pavel Shalin            | Russia      | x        | 7,94 m   | -        | 7,94 m    | q    |
| 4    | Loúis Tsátoumas         | Grecia      | 7,62 m   | 7,90 m   | -        | 7,90 m    | q    |
| 5    | Jean Marie Okutu        | Spagna      | 7,44 m   | 7,77 m   | 7,86     | 7,86 m    | q    |
| 6    | Rain Kask               | Estonia     | 7,82 m   | x        | -        | 7,82 m    | q    |
| 7    | Alyn Camara             | Germania    | 7,79 m   | x        | 7,79 m   | 7,79 m    | q    |
| 8    | Radek Juška             | Rep. Ceca   | 7,79 m   | 7,30 m   | 7,59 m   | 7,79 m    | q    |
| 9    | Cedric Nolf             | Belgio      | 7,78 m   | x        | x        | 7,78 m    |      |
| 10   | Kanstantsin Barycheuski | Bielorussia | x        | 7,74 m   | 7,77 m   | 7,77 m    |      |
| 11   | Max Heß                 | Germania    | 7,71 m   | 7,66     | 5,22 m   | 7,71 m    |      |
| 12   | Adrian Strzalkowski     | Polonia     | 7,70 m   | 7,46 m   | 7,47 m   | 7,70 m    |      |
| 13   | Julian Howard           | Germania    | 7,65 m   | 6,40 m   | 7,64 m   | 7,65 m    |      |
| 14   | Kafétien Gomis          | Francia     | x        | x        | 7,65 m   | 7,65 m    |      |
| 15   | Bachana Khorava         | Georgia     | 7,63 m   | 7,45 m   | 6,77 m   | 7,63 m    |      |
| 16   | Benjamin Gabrielsen     | Danimarca   | 7,49 m   | 7,62 m   | 7,47 m   | 7,62 m    |      |
| 17   | Adam McMullen           | Irlanda     | 7,50 m   | 7,19 m   | 7,53 m   | 7,53 m    |      |
| 18   | Valentin Toboc          | Romania     | x        | x        | 7,49 m   | 7,49 m    |      |
| 19   | Sergiu Caciuriac        | Romania     | 7,03 m   | 7,17 m   | 7,47 m   | 7,47 m    |      |
| 20   | Georgi Tsonov           | Bulgaria    | 7,40 m   | x        | -        | 7,40 m    |      |
| 21   | Thobias Nilsson Montler | Svezia      | 5,71 m   | 7,32 m   | 7,38 m   | 7,38 m    |      |
| 22   | Tomas Veszelka          | Slovacchia  | x        | 7,24 m   | x        | 7,24 m    |      |
| 23   | Gledis Halluni          | Albania     | x        | x        | 6,42 m   | 6,42 m    |      |
| -    | Elvijs Misans           | Lettonia    | x        | x        | x        | nm        |      |

### Finale
La finale ha avuto inizio alle 17:55 di venerdì 6 marzo.
| Pos.    | Atleta            | Nazionalità | 1ª prova | 2ª prova | 3ª prova | 4ª prova | 5ª prova | 6ª prova | Misura | Note                          |
| ------- | ----------------- | ----------- | -------- | -------- | -------- | -------- | -------- | -------- | ------ | ----------------------------- |
| Oro     | Michel Tornéus    | Svezia      | x        | 8,30 m   | 8,03 m   | -        | -        | -        | 8,30 m | Record nazionale              |
| Argento | Radek Juška       | Rep. Ceca   | 8,10 m   | x        | 7,49 m   | x        | x        | 7,89 m   | 8,10 m | Miglior prestazione personale |
| Bronzo  | Andreas Otterling | Svezia      | 7,70 m   | x        | x        | 7,87 m   | 7,97 m   | 8,06 m   | 8,06 m | Miglior prestazione personale |
| 4       | Loúis Tsátoumas   | Grecia      | 7,72 m   | 7,90 m   | 7,95 m   | x        | 7,98 m   | 7,71 m   | 7,98 m |                               |
| 5       | Jean Marie Okutu  | Spagna      | 7,85 m   | x        | 7,93 m   | x        | x        | 6,07 m   | 7,93 m |                               |
| 6       | Pavel Shalin      | Russia      | 7,74 m   | x        | x        | 7,80 m   | x        | x        | 7,80 m |                               |
| 7       | Alyn Camara       | Germania    | 7,51 m   | 7,57 m   | x        | 7,40 m   | x        | 7,70 m   | 7,70 m |                               |
| 8       | Rain Kask         | Estonia     | x        | x        | x        | 7,24 m   | x        | -        | 7,24 m |                               |